# Mike Vogel
Michael James Vogel (Abington, Pennsilvània, 17 de juliol de 1979) és un actor i model estatunidenc, famós pels seus papers a Rumor Has It... (2005), Poseidon (2006), Cloverfield (2008).

## Biografia
Tot i néixer a Abington, va viure a Warminster (Pennsilvània). Té dos germans petits: Daniel Aaron i Cristina. Va anar a l'escola superior William Tennent. Durant els anys 2000, viatjà per Nova York per fer audicions per tal de treballar com a actor o model. Va casar-se amb l'ex-model Courtney Vogel el gener del 2003, amb qui ha tingut dues filles: Cassy Renée Vogel (2007) i Charlee B. Vogel (2009).

## Carrera
Vogel començà a treballar com a model per a Levi's i aconseguí un paper recurrent a la sèrie Grounded for Life entre el 2001 i el 2004. La seva primera participació rellevant en cinema fou amb la pel·lícula de terror The Texas Chainsaw Massacre el 2003. El 2005 participà a Havoc juntament amb Anne Hathaway i en la comèdia romàntica Rumor Has It... amb Jennifer Aniston i Kevin Costner. Interpretà el paper de Christian en el remake de Poseidon el 2006.
El 2008 participà a Cloverfield, i més endavant a She's Out of My League (2010) i Blue Valentine (2010). El 2011 s'uní als repartiments de The Help i a la sèrie de televisió Pan Am, protagonitzada per Christina Ricci.
El 2013 començà a treballar com a actor protagonista en la sèrie Under the Dome.

## Filmografia

### Cinema
- Grind (2003)
- Too Bad About Your Girl (2003)
- The Texas Chainsaw Massacre (2003)
- Un per a totes (The Sisterhood of the Traveling Pants) (2005)
- Supercorss (2005)
- Caos (Havoc) (2005)
- Rumor Has It... (2005)
- Poseidon (2005)
- Caffeine (2006)
- The Deaths of Ian Stone (2007)
- Cloverfield (2008)
- Across the Hall (2009)
- Open Graves (2009)
- She's Out of My League (2010)
- Blue Valentine (2010)
- Heaven's Rain (2010)
- What's Your Number? (2011)
- The Help (2011)
- Secret Obsession (2019)

### Televisió
- Grounded for Life (15 episodis, 2001-2004)
- Wuthering Heights (2003)
- Grounded for Life (2004)
- Empire State (2009)
- Miami Medical (13 episodis, 2010)
- Pan Am (2011)
- Bates Motel (2013)
- Under the Dome (2013)